# 87-й полицейский участок
«87-й полицейский участок» — цикл полицейских романов, повестей и рассказов американского писателя Эда Макбейна.

## Описание и персонажи
Произведения цикла рассказывают о работе полицейского участка, который расположен в районе под названием Изола (Айсола), в безымянном вымышленном городе, напоминающем Нью-Йорк. Другие районы этого вымышленного города называются Калмз Пойнт, Риверхед, Маджеста и Беттаун (иногда фигурирует как Бестаун). Некоторые романы цикла сопровождаются предупреждением:

Город, изображённый в этой книге, — плод авторского воображения. Названия районов и улиц, действующие лица вымышлены. Только описание будничной работы полицейских детективов, методики расследования преступлений соответствует реальной жизни.

Персонажи цикла — детективы 87-го участка:
- Стив Карелла (в других переводах Корелла) — высокий (под 185 см), также в 1-м романе [Cop Hater] ему предположительно 38 лет, у него короткие каштановые волосы, карие глаза с удлинённым восточным разрезом, итальянец, плохо говорящий по-итальянски, с фигурой бейсболиста (под 80 кг). В большинстве романов является главным героем (не появляется только во 2-м романе [The Mugger] и рассказе Метель [Storm]). В 9-м романе [’Til Death] впервые упоминается его полное имя — Стефано Луиджи Карелла (итальянский вариант) и Стивен Луис Карелла (английский вариант). В предыдущих романах его полное имя звучало либо Стефан, либо Стивен.
- Коттон Хейвз (в других переводах Кеттен, Каттон, Хоуз, Хоус, Хейз, Хэйес) — крупный голубоглазый мужчина под 190 см ростом и под 90 кг весом. Имеет рыжие волосы, слева на виске (где его ударили ножом) прядь седых волос. Впервые появляется в 5-м романе [Killer’s Choice].
- Берт (Бертрам Э.) Клинг — высокий (свыше 185 см), худощавый, белокурый молодой ветеран корейской войны, в 24 года уже ставший детективом. Появляется в 1-м романе [Cop Hater] в качестве патрульного, во 2-м [The Mugger] является одним из главных героев, в 3-м [The Pusher] — становится детективом.
- Мейер Мейер (в других переводах Майер Майер) — высокий (за 185 см) голубоглазый еврей с головой, ставшей лысой как бильярдный шар к 37 годам. Впервые появляется во 2-м романе [The Mugger]. Двойным именем его наградил папаша-шутник за то, что Мейер появился на свет, когда в силу возраста родителей этого уже не ждали. Из-за имени пришлось вытерпеть много зла от соседских мальчишек, из-за чего и стал отличаться неограниченным терпением.
- (Лерой) Артур Браун (в других переводах Броун) — молодой негр, неограниченным терпением не отличающийся. Очень крупный человек (свыше 190 см ростом и под 100 кг весом) с коротко подстриженной чёрной шевелюрой, с крупными ноздрями и полными губами, кареглазый. Впервые появляется в 4-м романе [The Con Man].
- Хэл (Гаральд Оливер) Уиллис (в других переводах Хол, Гэл, Харальд, Виллис) — низкорослый (174 см ростом) мужчина с фигурой жокея, с весёлыми карими глазами, вьющимися чёрными волосами, мастер дзюдо, способный скрутить любого громилу за пару секунд. Появляется в 1-м романе [Cop Hater].
- Боб О`Брайен — ирландец ростом 190 см и весом под 100 кг, невезучий детектив, которому постоянно приходится стрелять (и убивать). Впервые появляется в 6-м романе [Killer’s Payoff]. К этому моменту застрелил уже 7 преступников. Застрелив очередного, беззвучно плачет по ночам.
- Роджер Хевиллэнд — Мужчина с ростом 192 см, который любит «распускать руки» во время допроса подозреваемых. Появляется в 1-м романе [Cop Hater]. Когда-то был отзывчивым полицейским, но однажды пострадал от этого: решил разнять уличную драку, но все её участники набросились на него и сломали ему руку в четырёх местах. Рука неправильно срослась, и её пришлось опять ломать. Когда лечение закончилось, Хэвилленд решил больше не быть ни добрым самаритянином, ни злым самаритянином, ни вообще каким-либо, а заботиться только о себе Единственном и Неповторимом. Только раз нарушил это правило, и был убит.
- Энди (Эндрю) Паркер — неряшливый кареглазый брюнет с растрёпанной шевелюрой, с вечной тёмной щетиной на лице. Впервые упоминается в 9-м романе [’Til Death], но как действующий персонаж появляется в 10-м [King’s Ransom].
- Ричард (Дик) Дженеро (в других переводах Джиниро, Генеро) — недалёкий и неловкий малый, жилистый парень с курчавыми чёрными волосами и мощным неаполитанским носом. Эпизодически появляется в качестве патрульного в нескольких романах, начиная с 3-го [The Pusher]. В 21-м [Fuzz] становится действующим персонажем, в 22-м [Shotgun] — становится детективом.
- Джордж Темпл — необъятных размеров мужчина с лохматыми бровями. Появляется во 2-м [The Mugger] и 3-м [The Pusher] романах, потом пропадает (в 9-м романе [’Til Death] его имени нет в списке 16 детективов) и вновь эпизодически появляется в 20-м романе [80 Million Eyes].
- Фрэнк Эрнандес — широкоплечий, загорелый пуэрториканец с прямыми тёмными волосами и карими глазами. Впервые упоминается в 10-м романе [King’s Ransom], но как действующий персонаж появляется в 11-м [Give the Boys a Great Big Hand]. Взвалил на себя задачу доказать, что пуэрториканцы могут быть приличными людьми... и доказал, погибнув при задержании преступника-пуэрториканца.
- Карл Капек (в других переводах Кэпек) — высокий светловолосый мужчина. Упоминается в 9-м романе [’Til Death], но как действующий персонаж появляется в 21-м [Fuzz].
- Ди Мэо (в других переводах Ди-Мэо, Ди Мио, Ди Маэо) — упоминается в 9-м [’Til Death] и 10-м [King’s Ransom] романах, но как действующий персонаж появляется в 14-м [Lady, Lady I Did It].
- Александр Дельгадо — пуэрториканец. Впервые появляется в 24-м романе [Hail, Hail the Gang’s All Here].
- Такаши, Такэси (Тэк, Тэкс) Фудживара (Фудзивара) — самый молодой детектив в участке, младший из четырёх братьев, католик, появляется в 39-м романе [Ice] как детектив, а до этого в 34-м романе [Ghost] как патрульный.
- Мериуезер — ветеран в полиции, детектив, собирающийся на пенсию, упоминается вместе с детективом Ливайном в 24-м романе [Hail, Hail the Gang’s All Here].
- Майкл Риардон — светловолосый белокожий и один из лучших работников в участке, жил с женой Мэй и имел двое детей — Мики и Кэти, также есть неназванный брат, Дэвид Фостер — черноволосый темнокожий, вообще очень добросовестный человек, из семьи осталась мать с которой он жил и которой рассказывал о том как проходит его служба в полиции, Хэнк Буш — рыжеволосый недовольный язвенник, но результативный работник, у него была жена Алиса. Погибшие детективы из 1-го романа [Cop Hater].

Детективами участка командует лейтенант Питер Р. Бернс (в других переводах Бирнс, Барнс) — плотный, мускулистый, невысокий мужчина с крепко посаженной, круглой, слегка седой головой, с маленькими глубоко посаженными голубыми глазками; патрульными участка командует капитан Джон Маршалл Фрик, краснолицый пожилого возраста мужчина (в 42-м романе [Tricks] его заменяет дежурный капитан Винс Аннунциато). Единственный раз упоминаются заместитель лейтенанта Питера Р. Бернса некий Линч (возможно намёк на Суд Линча) в 1-м романе [Cop Hater], а также дежурный лейтенант Френк в 14-м романе [Lady, Lady I Did It].
Постоянный персонаж цикла — глухонемая жена детектива Кареллы — Тедди (Теодора), в девичестве Франклин. Также постоянен ранг Кареллы в городской полиции — детектив 2-го класса, как и большинства действующих персонажей серии. По карьерной лестнице продвигаются трое патрульных: Клинг, Дженеро, Фудживара — до детективов 3-го класса, лейтенант Гроссман становится капитаном.
Также постоянно появляются: начальник 87-го участка капитан Джон Маршалл Фрик; заведующий канцелярией Альф (Альфред Бенджамин) Мисколо; дежурный сержант Дейв Марчисон (в других переводах Мэрчисон, Мурчисон; тучный мужчина 50 с лишним лет); детектив особой части штабного дивизиона Эйлин Берк (в других переводах Айлин Бэрк, Бурк; невысокая (меньше 170 см) рыжеволосая ирландка с маленьким носиком, зелёными глазами, с длинными, стройными, очень красивыми ногами; работает в качестве «подсадной утки»); начальник криминалистической лаборатории лейтенант (с 31-го романа [Long Time No See] — капитан) Сэм (Сэмюэль Айзик) Гроссман (рослый человек с грубыми чертами лица и большущими руками, с простодушными голубыми глазами, в очках без оправы; больше напоминает фермера из Новой Англии, нежели учёного); технический сотрудник лаборатории Питер Крониг; специалист лаборатории Маршалл Дэйвис; младший медэксперт Пол Блейни (в других переводах Поул, Блэни; маленький плотный человек с чёрными усами торчком и фиолетовыми глазами; твёрдо убеждён в том, что ему как младшему эксперту всегда подсовывали для вскрытия наиболее изуродованные трупы); детективы из отдела по расследованию убийств Моноган (в других переводах Монохэн, Моногэн, Манаган) и Монро (в других переводах Монроу), Форбс и Фелпс [обе пары детективов сравниваются с Траляля и Труляля из книги Алиса в Зазеркалье]; детектив Олли Уикс по кличке Толстяк (в других переводах Толстый, Жирный, Викс; полный и чуть пахнущий потом, с животом, свисающим над поясом) из 83-го полицейского участка; Фанни Ноулс (в других переводах Ноулз), экономка Кареллы и няня его детей; невесты детектива Клинга Клер Таунсенд [The Mugger (2-й)] и Августа Блер [So Long as You Both Shall Live (31-й)].
Периодически появляются осведомители: Дэнни Джимп (в других переводах Дэнни Гимп или Хромой Дэнни), Фэтс Доннер (в других переводах Толстяк Доннер; необыкновенно толстый любитель турецких бань), Гаучо Паласиос (по кличке Ковбой).
В нескольких романах появляется организатор сложных преступлений по прозвищу Глухой [The Heckler (12-й); Fuzz (21-й); Let's Hear It for the Deaf Man (25-й); Eight Black Horses (37-й); Mischief (44-й); Hark! (53-й)].
В романах постоянно упоминается, что в 87-м участке работают 16 детективов. Всего же сотрудников полиции в участке работает 227 человек: 1 капитан, 2 лейтенанта, 22 сержанта, 16 детективов, 186 патрульных. Иногда подчёркивается что детективы 3-го, 2-го, 1-го рангов (классов) выше по званию чем сержант, хотя в современных США это не так, и звания в некоторых штатах приравнены к капралу, либо же условно приравнены к офицеру полиции (патрульному, переквалифицированному на работу дознавателя). В 9-м романе [’Til Death] впервые перечисляются все детективы, работающие на данный момент: Карелла, Хоуз, Клинг, Майер, О`Брайен, Уиллис, Браун, Мередит, Капек, Филдз, Ди Мио, Левин, Александер, Паркер, Казукян, Мастерсон. В 34-м романе [Ghost] пишется о 18 детективах, среди которых Лу Московиц, Джерри Баркер (о котором упоминается как о брюнете), и переведённый из 21-го участка Пи-Ви Визонски (самый большой полицейский участка, ростом 193 см и весом 94 кг).
Всего было выпущено 54 романа и несколько рассказов о 87-м участке.

## Произведения цикла
| №  | Название (перевод на русский)    | Название (оригинал на англ.)   | Год  | Описание |
| -- | -------------------------------- | ------------------------------ | ---- | --- |
| 1  | Ненавидящий полицейских          | Cop Hater                      | 1956 | Др. названия: Ненавистник полицейских (1991); Охота на сыщиков (А. А. Обухов, 1991); Охота на полицейских (А. И. Пахотин, 1992); Истребитель полицейских (1992); Охота на полицейских (Н. Алтухова, 1993); Кто ненавидит полицейских (1995); Убийца ненавидит полицейских (О.Юрьева, 2001); Ненавидящий копов; Человек, ненавидевший полицейских; Личный враг полицейских; Ненавижу копов; Из ненависти; Жара (не путать с 34-м романом Heat); Охота на полицию |
| 2  | Грабитель                        | The Mugger                     | 1956 | Другое название: Изверг |
| 3  | Сбытчик                          | The Pusher                     | 1956 | Другие названия: Толкач; Дилер; Торговцы наркотиками; Героиновая петля |
| 4  | Мошенник                         | The Con Man                    | 1957 | Другие названия: Мошенники; Афера; Жулик |
| 5  | Выбор убийцы                     | Killer’s Choice                | 1957 | Другие названия: Убийство в винном магазине; Американский детектив; Кто убийца? |
| 6  | Расплата убийцы                  | Killer’s Payoff                | 1958 | Другие названия: Плата за убийство; Плата за шантаж; Воздаяние убийце; Награда киллера; Возмездие (А. И. Боченков) |
| 7  | Убийца леди                      | Lady Killer                    | 1958 | Другие названия: Покушение на Леди; Леди, Вас убьют; Та самая леди; Полицию предупредили |
| 8  | Способ убийства                  | Killer’s Wedge                 | 1959 | Другие названия: Убийство в запертой комнате; Клин; Клинья смерти; Роковой клин; Убийцы первый шаг; Требуется жертва; Вдова Додж |
| 9  | До самой смерти                  | ’Til Death                     | 1959 | Другие названия: Лишь смерть нас разлучит; Пока смерть не разлучит нас |
| 10 | Выкуп Кинга                      | King’s Ransom                  | 1959 | Другие названия: Выкуп; Цена спасения; Большой куш |
| 11 | Протяни ребятам руку             | Give the Boys a Great Big Hand | 1960 | Другие названия: Тайна Тюдора; Валентинов день; По отрубленной руке...; Роковой подарок; Давайте поаплодируем мальчикам! (В. И. Корнеев, А. О. Сергеев) |
| 12 | Хохмач                           | The Heckler                    | 1960 | Другие названия: Шутник; Арифметика убийства; Крикун; Заноза |
| 13 | Смотри, как некоторые умирают    | See Them Die                   | 1960 | Другие названия: Смотри, как они умирают; Они должны умереть; Пусть умрут, Увидеть смерть перед рассветом (А. И. Боченков) |
| 14 | Предрассветный час (рассказ)     | The Empty Hours                | 1960 | Другие названия: Под утро; Перед рассветом |
| 15 | Буква на стене (рассказ)         | J                              | 1961 | |
| 16 | Леди, леди, это я!               | Lady, Lady I Did It            | 1961 | Другое название: Леди, я сделал это |
| 17 | Метель (рассказ)                 | Storm                          | 1962 | Другое название: Буря, любовь и смерть |
|    | Предрассветный час               | The Empty Hours                | 1962 | Сборник из трёх рассказов: Предрассветный час, Буква на стене, Метель |
| 18 | Такова любовь                    | Like Love                      | 1962 | Другие названия: Например, любовь; Типа любовь; Закон вероятности; Любовь, любовь |
| 19 | Десять плюс один                 | Ten Plus One                   | 1963 | |
| 20 | Топор                            | Ax                             | 1964 | Другие названия: Январь – тяжёлый месяц; Человек, который был рядом; Охота за призраком |
| 21 | Тот, кто медлит                  | He Who Hesitates               | 1964 | Другие названия: Нерешительный; Тот, кто колеблется; Тот, который колеблется; Цена сомнения; Тот, кто сомневается |
| 22 | Кукла                            | Doll                           | 1965 | Другие названия: Куколка; Игрушка |
| 23 | 80 миллионов глаз                | 80 Million Eyes                | 1966 | Другое название: На глазах у сорока миллионов |
| 24 | Легавые                          | Fuzz                           | 1968 | Другие названия: Ищем глухого террориста; Мёртвое ухо |
| 25 | Дробовик                         | Shotgun                        | 1969 | Другие названия: Ружьё; Двойное убийство; Тайна голубого кинжала |
| 26 | Головоломка                      | Jigsaw                         | 1970 | Другое название: Собрать головоломку |
| 27 | Привет, привет! Вся банда здесь! | Hail, Hail the Gang’s All Here | 1971 | Другие названия: Всем стоять, ребятки! Полиция!; Будни; Обычная работа; Банда в городе; Крутая заваруха; Детективы (из 2 частей: Ночное дежурство и Дневное дежурство) |
| 28 | Сэди, когда она умерла           | Sadie When She Died            | 1972 | Другие названия: Когда умерла Сэди; Сэди после смерти; (Н. А. Вуль) Сэди; Рождественский подарок; Убить Седди; Имя, рождённое смертью (А. И. Боченков) |
| 29 | Послушаем за Глухого!            | Let’s Hear It for the Deaf Man | 1973 | Другие названия: Послушаем, что скажет Глухой; Услышать глухого; Загадка Глухого |
| 30 | Непогрешимый предводитель        | Hail to the Chief              | 1973 | Другие названия: Привет шефу!; Ура, наш вождь! Перевод: Н. Б. Чёрных-Кедровой. |
| 31 | Бабки                            | Bread                          | 1974 | Другие названия: Хлеб насущный, Кровавый август (издание на датском языке) |
| 32 | Кровное родство                  | Blood Relatives                | 1975 | |
| 33 | Пока оба живы                    | So Long as You Both Shall Live | 1976 | Другое название: Пока вы оба будете жить |
| 34 | В долгой тьме                    | Long Time No See               | 1977 | Другие названия: Ночные кошмары; Давненько не виделись |
| 35 | Калипсо                          | Calypso                        | 1979 | |
| 36 | Призраки                         | Ghosts                         | 1980 | |
| 37 | Жара                             | Heat                           | 1981 | Другое название: Жара, духота и жадность |
| 38 | Лёд                              | Ice                            | 1983 | Другое название: Ледок |
| 39 | Удар молнии                      | Lightning                      | 1984 | Другое название: Молния |
| 40 | Восемь чёрных лошадей            | Eight Black Horses             | 1985 | |
| 41 | Отрава                           | Poison                         | 1987 | |
| 42 | Хитрости                         | Tricks                         | 1987 | |
| 43 | Колыбельная                      | Lullaby                        | 1989 | |
| 44 | Вечерня                          | Vespers                        | 1990 | |
| 45 | Вдовы                            | Widows                         | 1991 | |
| 46 | Поцелуй                          | Kiss                           | 1992 | |
| 47 | Озорство                         | Mischief                       | 1993 | |
| 48 | И на всём протяжении дома        | And All Through the House      | 1994 | Переработано из рассказа 1984 года |
| 49 | Смерть по ходу пьесы             | Romance                        | 1995 | Другое название: Романтика |
| 50 | Ноктюрн                          | Nocturne                       | 1997 | На русский язык не переводился |
| 51 | Большой злобный город            | The Big Bad City               | 1999 | На русский язык не переводился |
| 52 | Последний танец                  | The Last Dance                 | 2000 | На русский язык не переводился |
| 53 | Деньги, деньги, деньги           | Money, Money, Money            | 2001 | На русский язык не переводился |
| 54 | Книга Толстяка Олли              | Fat Ollie’s Book               | 2002 | На русский язык не переводился |
| 55 | Злопастный Брандашмыг            | The Frumious Bandersnatch      | 2003 | Название — строчка из стихотворения Бармаглот, на русский язык не переводился |
| 56 | Слушайте!                        | Hark!                          | 2004 | На русский язык не переводился |
| 57 | Обманщики                        | Fiddlers                       | 2005 | |

### Рассказы
- 1984 — И на всём протяжении дома / And All Through the House
- 2003 — Любовь или деньги / Love Or Money
- 2005 — Обычная ненависть / Merely Hate

Сборники, включающие фрагменты о женщинах из романов цикла
- 1988 — McBain’s Ladies: The Women Of The 87th
- 1989 — McBain’s Ladies, Too

## Экранизации
- «Ненавидящий полицейских» фильм 1958 г., реж. Уильям Берк
- The Pusher фильм 1960 г.
- 87-й полицейский участок[англ.], телесериал NBC 1961-62, в ролях Роберт Лэнсинг, Gena Rowlands, Рон Хэрпер, Грегори Уолкотт и Норман Фелл
- Tengoku to Jigoku (Рай и ад) (1963, Япония), фильм режиссёра Акира Куросава.
- Недотёпы[англ.] (1972) фильм
- Без видимых причин фильм, Франция/Италия
- Les Liens du Sang (Кровные узы) (1978 Франция/Канада) фильм
- Brokovnice (ТВ) (1992, Чехословакия). Режиссёр Ярослав Дудек. По роману «Ружьё»
- Skládacka (ТВ) (1992, Чехословакия). Режиссёр  Ярослав Дудек. По роману «Головоломка»
- Columbo: No Time to Die (основан на романе «Пока оба живы») (60 серия сериала Коломбо: Умереть некогда) (1992) телефильм
- «Способ убийства» (1993, Россия, Украина) — фильм режиссёра Олега Гойды, в ролях Евдокия Германова, Регимантас Адомайтис, Алексей Серебряков, Алексей Горбунов
- Columbo: Undercover (основан на романе «Головоломка») (64 серия сериала Коломбо: Маскарад) (1994) телефильм
- «87-й полицейский участок: Молния» — телефильм 1995 года режиссёра Брюса Пэлтроу, NBC.
- 87-й полицейский участок: Лёд — телефильм 1996 года режиссёра Брюса Пэлтроу, NBC.
- 87-й полицейский участок: Термический убийца — телефильм 1997 года режиссёра Брюса Пэлтроу, NBC.
- Рай и ад (ремейк фильма 1963 года. ТВ, 2007, Япония), режиссёр Ясуо Цурухаси

## Адаптации
- 87th Precinct (1962) серия комиксов
- Polishataren (Ненавидящий полицейских), (1990 Швеция) графический роман автора Claes Reimerthi, художник Martin Sauri